# Probostwo (Kłecko)
Probostwo – część miasta Kłecka  w Polsce, położona w województwie wielkopolskim, w powiecie gnieźnieńskim, w gminie Kłecko. 
W latach 1975–1998 położona była w województwie poznańskim.